# Recrutement militaire en France avant 1789
Jusqu'à la Révolution française, le recrutement des troupes dans l'Armée française repose essentiellement sur le volontariat, à quelques exceptions près, notamment en cas d'urgence. L'armée n'est alors composée que de soldats de métier.
La naissance d'une armée régulière en France a pris des siècles. Au Moyen Âge, les différents corps de troupe sont levés par les seigneurs eux-mêmes et l'armée royale n'est donc que le « conglomérat de bandes » appartenant aux différents barons, comtes et ducs.

## Les vieilles bandes

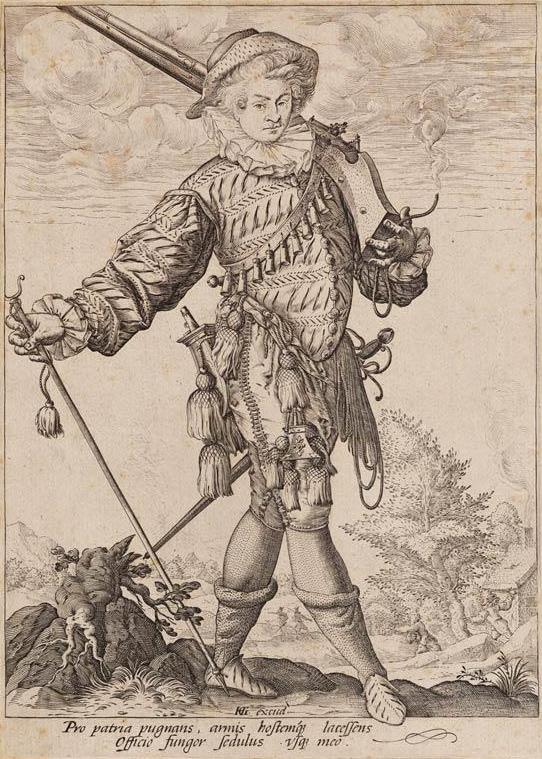
Un arquebusier vers 1585

L'autorité du roi se développe en opposition à la féodalité et il faut attendre la fin du Moyen Âge pour que les premières tentatives d'organisation voient le jour. En 1445, Charles VII crée les compagnies d'ordonnance, première armée régulière en France.
Une ordonnance de 1527 indique qu'« une enseigne ou bande de gens de pied ne sera plus que de 300 hommes ou de 400 hommes au plus ». Vingt ans plus tard, la composition d'une enseigne est ainsi fixée : 160 piquiers, 40 hallebardiers et 100 arquebusiers. Les plus illustres de ces bandes sont aussi les plus anciennes et celles dont la pérennité n'est jamais remise en cause : elles survivent même quand les guerres cessent et leurs soldats sont payés à longueur d'années. Ces vieilles bandes constituent le noyau de l'armée. Elles sont regroupées au sein de formations plus grandes, les régiments, qui ne sont que des groupements tactiques. En 1560, par exemple, 2 régiments sont formés avec 2 bandes écossaises et 23 vieilles bandes de Picardie.

## Un classement par ancienneté
L'esprit de corps est considéré comme une force dans l'armée et il est particulièrement marqué sous l'Ancien Régime. Les premiers régiments durables sont formés en 1585 et seront connus sous le nom de « vieux régiments ». Ce sont les gardes-françaises de Picardie, Champagne et Piémont. En 1617, ils sont rejoints par le régiment Normandie. D'autres apparaissent au fil des années, jusqu'à en compter 22, et une nouvelle formation apparaît alors, le corps, qui peut compter plusieurs régiments. Si le nombre de ceux-ci n'est pas limité, celui des corps est fixé à 6. En 1654, un ordre protocolaire apparaît :
- 1er Picardie
- 2e Piémont
- 3e Champagne
- 4e Navarre
- 5e Normandie

Le sixième corps, celui des gardes-français, ou gardes du roi, ne porte pas de numéro, mais il a le pas sur tous les autres. Il est le plus prestigieux, ce qui est d'une grande importance, car les régiments ou les corps choisissent leur poste de combat. Le régiment le plus ancien, le mieux placé dans l'ordre protocolaire, a l'honneur de combattre à l'endroit le plus exposé. Certes, cela suppose qu'il subira les pertes les plus lourdes, mais à lui la gloire et les honneurs. En outre, hors de la bataille, les vieux corps sont les mieux lotis : ils profitent du « droit de committimus », recevant les meilleurs logements de campagne et la meilleure nourriture.
Jean-Baptiste Colbert instaure, en 1669, un système de classes, avec des dossiers individuels, en ce qui concerne la marine, c'est-à-dire les marins eux-mêmes, mais aussi tous les métiers liés à l'armement des navires : charpentiers, voiliers, etc. Ce système ayant montré ses qualités, il est repris par l'Armée de terre en 1716 : ce sont « les contrôles des troupes avec signalement », registres créés pour lutter notamment contre les déserteurs qui se réengagent afin de toucher une nouvelle prime de mobilisation.

## À savoir
- Les renseignements sur les hommes de troupe et les officiers de l'Ancien Régime se trouvent tous au Service Historique de la Défense, section Terre.
- Sous l'Ancien Régime, les bandes ont des origines très diverses, car l'armée n'est composées que de mercenaires, qu'ils soient français ou étrangers. On trouve donc des bandes françaises, bien entendu, mais aussi suisses, italiennes ou gasconnes.